# أبو المطرف القنازعي
أبو المطرف عبد الرحمن بن مروان بن عبد الرحمن الأنصاري القنازعي القرطبي (341 هـ - 413 هـ)، عالم دين وفقيه مالكي، ومفسر، وعارف باللغة.
ولد عام 341 هـ. كان عالماً عاملاً، فقيهاً حافظاً، عالماً بالتفسير والأحكام، بصيراً بالحديث، حافظاً للرأي، له معرفة باللغة العربية والأدب. سمع ببلده ورحل فحج فسمع بمصر من الحسن بن رشيق وغيره. وأخذ عن ابن أبي زيد جملة من تآليفه. وأقبل على نشر العلم وإقراء القرآن، وصنف شرح الموطأ، ومختصر تفسير القرآن لابن سلام، وكتباً في الشروط. وعرض عليه السلطان الشورى فامتنع. وروى عنه: ابن عتاب، وابن عبد البر. والقنازعي نسبة إلى عمل (القنازع) وكان يصنعها، ويرجح أنها صناعة القلانس.

## وفاته
توفي أبو المطرف القنازعي عام 413 هـ.